# Redcar (circonscription britannique)
Pour les articles homonymes, voir Redcar.

La circonscription dans le Yorkshire du Nord.

La circonscription de Redcar est une circonscription électorale anglaise située dans le Yorkshire du Nord et représentée à la Chambre des communes du Parlement britannique.